# Karl von Bülow (Richter)
Karl Friedrich Julius Freiherr von Bülow (* 13. April 1834 in Stade; † 2. Januar 1910 in Leipzig) war Senatspräsident beim Reichsgericht.

## Leben
1856 wurde v. Bülow vereidigt und trat in den Staatsdienst Hannovers. 1861 wurde er Gerichtsassessor. 1863 ernannte man ihn zum Amtsrichter. Nach der Annexion wurde er in den preußischen Staatsdienst übernommen und wurde 1868 Assessor, 1869 Rat beim Obergericht in Aurich. 1874 wurde er Hilfsarbeiter im Preußischen Justizministerium. 1875 wurde er zum Geheimen Justizrat ernannt und vortragenden Rat befördert. 1879 folgte die Ernennung zum Geheimen Oberjustizrat. 1880 wurde er Präsident des Landgerichts Greifswald. 1884 kam er an das Reichsgericht in den IV. Strafsenat. 1895 wurde ihm von der Universität Leipzig die Ehrendoktorwürde verliehen. Ab 1896 war er Senatspräsident des II. Strafsenats. 1908 bekam er den Titel Wirklicher Geheimer Rat mit der Anrede Exzellenz verliehen. Am 1. November 1909 trat er in den Ruhestand. Er verstarb zwei Monate später.
Als Student wurde er 1854 Mitglied des Corps Bremensia Göttingen.

## Familie
Er entstammt dem Zweig Plüskow des Adelsgeschlechts derer von Bülow. Sein Vater Friedrich (1794–1868) war Hannöverscher Oberstleutnant und Militärdistriktskommandant, Freiherr auf Halb Abbensen und Stellfelde, Ober-Marschacht, Hohne und Bledeln. Seine Mutter war Auguste geb. Domeier (1802–1893).
Bülow heiratete 1868 Agnes geb. Kannegiesser (1847–1915), Tochter des Obergerichtspräsidenten Christoph Kannegießer in Celle und der Wilhelmine v. Honstedt. Das Paar hatte acht Kinder. Sein Sohn Friedrich (1870–1916) war Kapitän zur See und Kommandant des Kleinen Kreuzers Berlin. Sein zweitältester Sohn, Georg, wurde auch Marineoffizier und gründete nach dem Krieg den MOV. Seine Tochter Charlotte (1878–1973) heiratet 1900 den Chirurgen Paul Leopold Friedrich.

## Schriften
- Die CPO und ihre Nebengesetze. Textausgabe mit kurzen Anmerkungen, 2. Auflage Hannover 1882.
- Die Reform unserer Strafrechtspflege, Berlin 1893.
- „Ist nach den Reichsjustizgesetzen ein besitzender Richter befugt, eine auf die Sachleitung bezügliche Anordnung des Vorsitzenden oder eine von dem Vorsitzenden gestellte Frage als unzulässig zu beanstanden? (§ 131 der Civil-Prozeßordnung, §§ 237 Abs. 2 und 241 der Straf-Prozeßordnung.)“, Beiträge zur Erläuterung des deutschen Rechts, Jahrgang 26 = 3.F. Jahrgang 6 (1882), S. 582.
- „Ueber den Schutz der Ehre und das Recht freier Meinungsäußerung“, GS, Jahrgang 46 (1892), S. 261. Nachtrag GS 47, S. 1.
- „Zur Assessorenfrage“, Deutsche Juristen-Zeitung, Jahrgang 1 (1896), S. 225.
- „Ueber den Erwerb eines adligen Familiennamens durch Annahme an Kindesstatt nach dem Bürgerlichen Gesetzbuch“, Deutsche Juristen-Zeitung, Jahrgang 1 (1896), S. 432.
- „Die Wiedereinführung der Berufung in Strafsachen“, Deutsche Juristen-Zeitung, Jahrgang 4 (1899), S. 76.
- „Adlige Familiennamen“, Deutsche Juristen-Zeitung, Jahrgang 5 (1900), S. 373.
- „Aus der Praxis“, GS 59 (1901), S. 1, 177.
- „Schweizerisches und deutsches Strafrecht“, Deutsche Juristen-Zeitung  Jahrgang 7 (1902), S.  4.
- „Zur Revision des Strafgesetzbuchs“, Deutsche Juristen-Zeitung  Jahrgang 7 (1902), S. 408.
- „Die Rechtsprechung in Strafsachen und das allgemeine Rechtsbewußtsein“, Deutsche Juristen-Zeitung, Jahrgang 11 (1906), Sp. 40.
- „Zum Begriff des Notstandes“, Deutsche Juristen-Zeitung, Jahrgang 14 (1909), Sp. 681.
- „Der Vorentwurf zu einem Deutschen Strafgesetzbuch. Der sog. untaugliche Versuch“, Deutsche Juristen-Zeitung, Jahrgang 15 (1910), Sp. 217.